# 聖菲 (科隆省)
聖菲（西班牙語：Santa Fe），是洪都拉斯的城鎮，位於該國東部，由科隆省負責管轄，面積210.30平方公里，海拔高度0米，2001年人口5,603，該鎮人口密度每平方公里26.64人。
15°55′0″N 86°2′0″W / 15.91667°N 86.03333°W